# Torneo masculino de hockey sobre césped en los Juegos Olímpicos de Seúl 1988
El torneo masculino de hockey sobre hierba en los Juegos Olímpicos de Seúl 1988 se llevó a cabo en el Estadio Seongnam del 18 de septiembre al 1 de octubre de 1988.
En la final, Gran Bretaña venció a Alemania Occidental por 3-1, obteniendo así su tercera medalla de oro. Los Países Bajos ganaron la medalla de bronce al derrotar a Australia por 2-1. 

## Equipos participantes
| Grupo A            | Grupo B                   |
| ------------------ | ------------------------- |
| Australia (AUS)    | Alemania Occidental (RFA) |
| Países Bajos (NED) | Reino Unido (GBR)         |
| Pakistán (PAK)     | India (IND)               |
| Argentina (ARG)    | Unión Soviética (URS)     |
| España (ESP)       | Corea del Sur (KOR)       |
| Kenia (KEN)        | Canadá (CAN)              |

## Primera fase
Los primeros dos equipos de cada grupo alcanzan las semifinales.

### Grupo A
| Equipo             | J | G | E | P | GF | GC | DG  | PTS |
| ------------------ | - | - | - | - | -- | -- | --- | --- |
| Australia (AUS)    | 5 | 5 | 0 | 0 | 19 | 3  | +16 | 10  |
| Países Bajos (NED) | 5 | 3 | 1 | 1 | 12 | 6  | +6  | 7   |
| Pakistán (PAK)     | 5 | 3 | 0 | 2 | 15 | 8  | +7  | 6   |
| Argentina (ARG)    | 5 | 2 | 0 | 3 | 8  | 12 | -4  | 4   |
| España (ESP)       | 5 | 1 | 1 | 3 | 6  | 10 | -4  | 3   |
| Kenia (KEN)        | 5 | 0 | 0 | 5 | 5  | 26 | -21 | 0   |

### Grupo B
| Equipo                    | J | G | E | P | GF | GC | DG  | PTS |
| ------------------------- | - | - | - | - | -- | -- | --- | --- |
| Alemania Occidental (RFA) | 5 | 4 | 1 | 0 | 13 | 3  | +10 | 9   |
| Reino Unido (GBR)         | 5 | 3 | 1 | 1 | 12 | 5  | +7  | 7   |
| India (IND)               | 5 | 2 | 1 | 2 | 9  | 7  | ̟+2  | 5   |
| Unión Soviética (URS)     | 5 | 2 | 1 | 2 | 5  | 10 | -5  | 5   |
| Corea del Sur (KOR)       | 5 | 0 | 2 | 3 | 5  | 10 | -5  | 2   |
| Canadá (CAN)              | 5 | 0 | 2 | 3 | 3  | 12 | -9  | 2   |

## Fase final
|  | Semifinales      | Semifinales      |             |          | Final        | Final        |  |
|  | 28 de septiembre | 28 de septiembre |             |          | 1 de octubre | 1 de octubre |  |
|  |                  |                  |             |          |              |              |  |
|  |                  |                  |             |          |              |              |  |
|  | Alemania         | 2                |             |          |              |              |  |
|  | Alemania         | 2                |             |          |              |              |  |
|  | Países Bajos     | 1                |             |          |              |              |  |
|  | Países Bajos     | 1                |             | Alemania | 1            |              |  |
|  |                  |                  |             | Alemania | 1            |              |  |
|  |                  |                  | Reino Unido | 3        |              |              |  |
|  | Australia        | 2                | Reino Unido | 3        |              |              |  |
|  | Australia        | 2                |             |          |              |              |  |
|  | Reino Unido      | 3                |             |          | Tercer lugar | Tercer lugar |  |
|  | Reino Unido      | 3                |             |          | Tercer lugar | Tercer lugar |  |
|  |                  |                  |             |          |              |              |  |
|  |                  |                  |             |          | Australia    | 1            |  |
|  |                  |                  |             |          | Australia    | 1            |  |
|  |                  |                  |             |          | Países Bajos | 2            |  |
|  |                  |                  |             |          | Países Bajos | 2            |  |
|  |                  |                  |             |          |              |              |  |

## Clasificación final
| Puesto | Equipo          |
| ------ | --------------- |
| 1.º    | Reino Unido     |
| 2.º    | Alemania        |
| 3.º    | Países Bajos    |
| 4.º    | Australia       |
| 5.º    | Pakistán        |
| 6.º    | India           |
| 7.º    | Unión Soviética |
| 8.º    | Argentina       |
| 9.º    | España          |
| 10.º   | Corea del Sur   |
| 11.º   | Canadá          |
| 12.º   | Kenia           |

## Medallero
| Evento           | Oro | Plata | Bronce |
| ---------------- | --- | --- | --- |
| Torneo masculino | Reino Unido (GBR) Paul Barber Stephen Batchelor Kulbir Bhaura Robert Clift Richard Dodds David Faulkner Russell Garcia Martyn Grimley Sean Kerly Jimmy Kirkwood Richard Leman Stephen Martin Veryan Pappin Jon Potter Imran Sherwani Ian Taylor | Alemania (RFA) Stefan Blöcher Dirk Brinkmann Thomas Brinkmann Heiner Dopp Hans-Henning Fastrich Carsten Fischer Tobias Frank Volker Fried Horst-Ulrich Hänel Michael Hilgers Andreas Keller Michael Metz Andreas Mollandin Thomas Reck Christian Schliemann Ekkhard Schmidt-Opper | Países Bajos (NED) Marc Benninga Floris Jan Bovelander Jacques Brinkman Maurits Crucq Marc Delissen Cees Jan Diepeveen Patrick Faber Ronald Jansen René Klaassen Hendrik Kooijman Hidde Kruize Frank Leistra Erik Parlevliet Gert Schlatmann Tim Steens Taco van den Honert |